# Gayle Blakeney
Gayle Blakeney es una actriz australiana, más conocida por haber interpretado a Christina Alessi en la serie Neighbours.  

## Biografía
Tiene una gemela idéntica, la actriz Gillian Blakeney, Gayle es mayor por nueve minutos.
Durante la década de 1990 Gayle y Gillian trabajaron juntas como un dúo de danza y pop.

## Carrera
Junto a su hermana aparecieron en varios comerciales para el "Corn Flakes" de Kelloggs y para la Coca-Cola.
Gillian obtuvo el papel principal de Cassie en la película Earth Patrol junto a Spike Milligan. Los productores quedaron felices con ambas hermanas que decidieron escribir un papel en la serie como la hermana gemela de Cassie, sin embargo el piloto no fue aceptado por lo que nunca se estrenó.
El 18 de enero de 1990 se unió al elenco de otra aclamada serie australiana Neighbours en donde interpretó a Christina "Chrissie" Alessi, la hermana de Christina Alessi, exesposa de Paul Robinson y madre de Andrew Robinson, hasta el 5 de agosto de 1992 luego de que su personaje decidiera mudarse a Sídney. En junio del 2019 se anunció que regresaría a la serie en septiembre del mismo año.
En 1995 apareció como invitada en la serie Silk Stalkings donde interpretó a la bailarina Camilla Kincaid, en ese mismo episodio apareció su hermana Gillian Blakeney.

## Carrera musical
En 1991 en Inglaterra Gayle y Gillian firmaron con Stock Aitken Waterman como "The Twins", su single "All Mixed Up" alcanzó el número 74 en las estaciones de Australia, poco después se separaron de Stock.
Entre 1993 y 1994 lanzaron dos singles en el Reino Unido ahora conocidas como "Gayle & Gillian", el primero Mad If Ya Don't alzancó el número 75 en la lista de singles del Reino Unido mientras una versión de la canción de Prince "I Wanna Be Your Lover" fue re-titulada a Wanna Be Your Lover y obtuvo el puesto número 62.

## Filmografía

### Series de televisión
| Año                          | Título         | Personaje                 | Notas                  |
| ---------------------------- | -------------- | ------------------------- | ---------------------- |
| 1990 - 1992, 2019 - presente | Neighbours     | Christina Alessi-Robinson | 219 episodios          |
| 1995                         | Silk Stalkings | Camilla Kincaid           | episodio "Pas de Deux" |

### Videos musicales
| Año  | Grupo        | Canción                | Notas                                                   |
| ---- | ------------ | ---------------------- | ------------------------------------------------------- |
| 1982 | The Monitors | "Having You Around Me" | apareció en el video musical - junto a Gillian Blakeney |
| 1980 | The Monitors | "Nobody Told Me"       | apareció en el video musical - junto a Gillian Blakeney |
| 1979 | The Monitors | "Singin' In The '80s"  | apareció en el video musical - junto a Gillian Blakeney |

### Apariciones
| Año  | Programa       | Notas                                      |
| ---- | -------------- | ------------------------------------------ |
| 1992 | Take Your Pick | anfitriona - junto a Gillian Blakeney      |
| 1983 | Wombat         | co-presentadora - junto a Gillian Blakeney |

### Teatro
| Año        | Obra             | Personaje  | Teatro         | Notas                                               |
| ---------- | ---------------- | ---------- | -------------- | --------------------------------------------------- |
| 1994, 1995 | Cinderella       | Cenicienta | Anvil Theatre  | junto a Barbara Windsor, Noah Huntley & Gorden Kaye |
| 1992, 1993 | Dick Whittington | -          | Empire Theatre | junto a Gillian Blakeney                            |